# Gints Zilbalodis
Gints Zilbalodis (nascut el 1994) és un cineasta letó. És conegut sobretot pels films d'animació Projām (2019) i Straume (2024).

## Carrera
Després de dirigir una sèrie de curtmetratges d'animació, el primer llargmetratge de Zilbalodis, Projām, es va estrenar l'any 2019. Escrit, dirigit i gravat pel mateix Zilbalodis , Away va ser guardonat amb el premi Contrechamps al Festival Internacional de Cinema d'Animació d'Annecy i va ser nominat per a un Premi Annie a l'èxit destacat per a la música en una producció de pel·lícula.
La segona pel·lícula de Zilbalodis, Straume, fou seleccionada per ser projectada a la secció Un Certain Regard del 77è Festival Internacional de Cinema de Canes.

## Filmografia
| Any  | Títol       | Notes                 | Ref.  |
| ---- | ----------- | --------------------- | ----- |
| 2010 | Rush        | Curtmetratge          | [ 2 ] |
| 2012 | Aqua        | Curtmetratge          | [ 2 ] |
| 2014 | Prioritātes | Curtmetratge          | [ 2 ] |
| 2015 | Nedzirdams  | Curtmetratge          | [ 2 ] |
| 2015 | Inaudible   | Curtmetratge          | [ 2 ] |
| 2017 | Oāze        | Curtmetratge          | [ 2 ] |
| 2019 | Projām      | Animated feature film | [ 2 ] |
| 2024 | Straume     | Animated feature film | [ 2 ] |

## Premis i nominacions
| Any  | Premi                                                | Categoria                                                    | Treball nominat | Resultat  | Ref.                 |
| ---- | ---------------------------------------------------- | ------------------------------------------------------------ | --------------- | --------- | -------------------- |
| 2019 | Festival Internacional de Cinema d'Animació d'Annecy | Premi Contrechamps a la millor pel·lícula                    | Projām          | Guanyador | [ 4 ]                |
| 2019 | Lielais Kristaps                                     | Millor pel·lícula d’animació                                 | Projām          | Guanyador | [ 5 ]                |
| 2019 | Festival de Cinema Fantàstic Europeu d'Estrasburg    | Millor pel·lícula d’animació                                 | Projām          | Guanyador | [ 6 ]                |
| 2019 | Festival de Cinema Fantàstic Europeu d'Estrasburg    | Millor pel·lícula fantàstica europea                         | Projām          | Nominat   | [ 6 ]                |
| 2020 | Premis Annie                                         | Èxit destacat per a la música en una producció de pel·lícula | Projām          | Nominat   | [ 7 ]                |
| 2020 | Festival Internacional de Cinema de Vílnius          | Nova Europa – Concurs de nous noms                           | Projām          | Nominat   |                      |
| 2024 | Festival Internacional de Cinema d'Animació d'Annecy | Millor pel·lícula                                            | Straume         | Nominat   | [ 8 ]                |
| 2024 | 77è Festival Internacional de Cinema de Canes        | Un Certain Regard                                            | Straume         | Nominat   | [ 3 ]                |
| 2024 | Premis Globus d'Or                                   | Millor pel·lícula d'animació                                 | Straume         | Pendent   | [ 9 ]                |
| 2024 | Premis Independent Spirit                            | Millor pel·lícula internacional                              | Straume         | Pendent   | [ 10 ] [ 11 ] [ 12 ] |
| 2025 | XXX Premis Goya                                      | Millor pel·lícula europea                                    | Straume         | Pendent   | [ 13 ]               |